# Modernismus (Katholizismus)
Unter dem Schlagwort Modernismus fasste man in der römisch-katholischen Kirche bis in die Zeit vor dem Zweiten Vatikanischen Konzil innerkirchliche Strömungen und wissenschaftliche Meinungen des 19. und frühen 20. Jahrhunderts zusammen, die theologische Lehren mit dem jeweiligen Erkenntnisstand der modernen Wissenschaften und Philosophie in einer Weise zu verbinden suchten, die Widersprüche zwischen katholischem Glauben und modernem Weltbild aufheben und der kirchlichen Lehre den Anschluss an die Moderne ermöglichen sollte.

## Begriff
Der Ausdruck „Modernismus“ war ein vorwiegend von Gegnern derartiger theologischer Bestrebungen gebrauchter Kampfbegriff; es war keine selbstgewählte Bezeichnung einer bestimmten Gruppe von Theologen. Unter dem Begriff „Modernismus“ wurden dabei verschiedenartige Erscheinungen zusammengefasst, sodass jeweils zu prüfen ist, welche Ansichten im Einzelfall als „modernistisch“ verurteilt wurden. Die Gegner des „Modernismus“ werden entsprechend mit dem Begriff Antimodernismus gekennzeichnet. Es wird diskutiert, ob der Begriff „Modernismus“ aufgrund seines Abwehrcharakters und der Vielfalt der als „modernistisch“ bezeichneten Ansätze hilfreich ist.
Weite Verbreitung fand der Begriff „Modernismus“ in der katholischen Kirche. Den heftigen innerkirchlichen Streit zu Beginn des 20. Jahrhunderts, der zu einer starken Polarisierung zwischen Gegnern und Anhängern „modernistischer“ Auffassungen führte und durch die explizite lehramtliche Verurteilung des Modernismus verschärft wurde, bezeichnet man als Modernismusstreit. Viele Historiker sprechen auch neutraler von der Modernismuskrise, die zugleich zeitlich eingegrenzt wird auf die Jahre von 1893 (Bibelenzyklika Providentissimus Deus) bis 1914 (Tod von Papst Pius X.).
Der Ausdruck wird zum Teil auch für vergleichbare Strömungen in der Church of England und im Protestantismus verwendet, wo derartige Ideen vielfach ganz oder teilweise auch von kirchlichen Mehrheitsmeinungen akzeptiert wurden. Es gab auch in evangelischen Kreisen „modernistische“ Interpretationen des christlichen Glaubens, die technische, wissenschaftliche und gesellschaftliche Prozesse bzw. Neuerungen als Fortschritt werteten; ebenso gab es Kreise, die selbige ablehnten bzw. sehr kritisch rezipierten. Aus ihnen entstanden der christliche („biblizistische“) Fundamentalismus und die evangelikale Bewegung.

## Inhalte
Der Modernismus favorisierte eine bestimmte Anwendung der historisch-kritischen Exegese in Bibelauslegung und Dogmengeschichte. Diese Methoden begründeten den Verdacht, die kirchlichen Dogmen und Bekenntnisse zu relativieren. Als ein gemeinsames Ziel der des Modernismus beschuldigten Theologen kann ihr Wille angesehen werden, der Kirche durch eine Anpassung an das damalige Weltbild den Anschluss an die Moderne zu ermöglichen.
In der katholischen Kirche trat der Modernismus überwiegend in Frankreich, England und Italien auf; auch hatte er an den katholisch-theologischen Fakultäten der deutschen Universitäten eine Reihe von Befürwortern. Hier galt München als Zentrum des deutschen „Modernismus“. Nach Ansicht seiner Gegner befürwortete der „Modernismus“ die wissenschaftliche Bibelauslegung in Anlehnung an Hermann Samuel Reimarus, David Friedrich Strauß, Ernest Renan sowie an die neuere protestantische Bibelkritik (zum Beispiel Julius Wellhausen). „Modernisten“ wie Alfred Loisy machten dagegen geltend, dass sie ihre Erkenntnisse durch eigene kritische Bibelstudien und in Abgrenzung zu protestantischen Positionen wie der von Adolf von Harnack gewonnen hatten. Ablehnend stand der „Modernismus“ der päpstlich geförderten, in Deutschland insbesondere am Bischöflichen Lyzeum in Eichstätt gelehrten neoscholastischen Theologie (Thomismus) gegenüber.

## Modernismusstreit
Durch den Modernismus sah sich insbesondere das kirchliche Lehramt angegriffen. Der Begriff „Modernismus“ als eine einheitliche Bezeichnung für eine breitere Strömung wurde durch die päpstliche Gegenwehr konstituiert (nicht etwa durch programmatische Schriften der „Modernisten“). Teilweise anknüpfend an die theologische Richtung des „Syllabus errorum“ (1864) von Pius IX. und an seinen direkten Vorgänger im Amt Leo XIII. bezeichnete Papst Pius X., den Modernismus als „Sammelbecken aller Häresien“ (omnium haereseon collectum). Insbesondere verurteilte er den von ihm so genannten Modernismus in der Enzyklika Pascendi vom 7. September 1907, die vor allem gegen den französischen Theologen Alfred Loisy (1857–1940) gerichtet war. Vorausgegangen war das Dekret Lamentabili vom 3. Juli 1907; darin wurde die kritische Haltung des Lehramts gegenüber der Bibelkritik von Loisy und der neuen Dogmenhermeneutik bekräftigt, ohne dass das Dekret den Begriff des „Modernismus“ benutzte. Dieses von Papst Pius X. bestätigte Dokument des ‚Heiligen Offiziums‘, des heutigen Dikasteriums für die Glaubenslehre, wird auch als Neuer Syllabus (Syllabus = Zusammenstellung) bezeichnet. Anders als der Syllabus von 1864 enthält diese Zusammenstellung jedoch keine Verurteilungen von modernen Auffassungen über das Verhältnis von Kirche und Staat, die das Hauptthema im Werk Pius’ IX. waren. In Lamentabili werden 65 den 'Neuerern' zugeschriebene theologische Thesen aufgezählt und verworfen. Am 18. November 1907 verurteilte Pius X. nochmals die Lehren des „Modernismus“ in seinem Motu proprio Praestantia Scripturae und verhängte darin als Strafe für die Modernisten die automatische Exkommunikation. Loisy selbst äußerte, dass 1908 (mit seiner Exkommunikation) das völlige Scheitern seiner Bemühungen eingetreten sei.
Als tendenziell „modernistisch“ galt unter Pius X. auch die von der Hierarchie unabhängige Tätigkeit von katholischen Laien in Politik und Gesellschaft. Vorbehalte gegen eine Demokratisierung, deren Übergreifen auf die Kirche befürchtet wurde, zeigen sich schon in der Enzyklika Pascendi, aber auch bei der Exkommunikation des Priesters Romolo Murri in Italien (1909) und bei der päpstlichen Auflösung der französischen christdemokratischen Bewegung Le Sillon des Laien Marc Sangnier (1910). Kritisch gesehen wurde auch die interkonfessionelle Tätigkeit von Laien, wie sich beim Gewerkschaftsstreit in Deutschland zeigte.
Der Kampf des 1954 heiliggesprochenen Papstes war Teil einer mit größtem Eifer durchgeführten Reform der Kirche. Pius X. führte 1910 den Antimodernisteneid ein, mit dem jeder Kleriker dem Modernismus abschwören musste. Dies brachte unter anderem einige Theologieprofessoren in schwere Gewissenskonflikte. Der Antimodernisteneid wurde bis 1967 verlangt; heute steht an seiner Stelle ein Glaubensbekenntnis.

## Weitere Entwicklung
Nachdem zunächst Papst Benedikt XV. seit 1914 die antimodernistischen Bestrebungen integralistischer Kreise eingedämmt hatte (vgl. Enzyklika Ad beatissimam Apostolorum principis), verurteilte Papst Pius XI. in seiner Antrittsenzyklika Ubi arcano Dei 1922 den „sozialen Modernismus“ als den Kompromiss zwischen den neuzeitlichen Ideologien und dem Christentum. Es folgten bis 1939 lehramtliche Äußerungen gegen den Kommunismus, den Nationalsozialismus und den italienischen Faschismus. Pius XI. publizierte am 20. Dezember 1926 auch die Indizierung der Action française (AF), welche die Indexkongregation bereits unter Papst Pius X. 1914 beschlossen hatte. Pius X. hatte die Indizierung aber auf Druck prominenter Antimodernisten geheim gehalten. Im März 1927 wurden die Mitglieder der AF sogar vom Sakramentenempfang ausgeschlossen (das Verbot wurde im Juli 1939 durch den neu gewählten Papst Pius XII. aufgehoben).
Papst Pius XII. veröffentlichte am 12. August 1950 sein Apostolisches Rundschreiben Humani generis. Darin kritisiert er neue moderne Lehren und warnt vor Übertreibungen, unter anderen die Irenik, den Relativismus und den „Historizismus“ (gemeint ist Historismus) betreffend. Jedoch werden diese Lehren bewusst nicht mehr dem Modernismus (also dem Konflikt der ersten Jahre des 20. Jahrhunderts) zugeordnet. Die Konzilspäpste Johannes XXIII. und Paul VI. kritisierten in ihren jeweiligen Antrittsenzykliken gleichfalls schwerwiegende Irrtümer, doch wird das Zweite Vatikanum von einigen Kirchenhistorikern (zum Beispiel Manfred Weitlauff und Otto Weiß) als ein zumindest teilweiser Sieg ehedem als modernistisch empfundener Auffassungen betrachtet, vor allem was das Verhältnis der Kirche zum modernen Staat in der pluralistischen Gesellschaft betrifft. Die Sorge um eine angemessene Modernität in der Kirche kennzeichnete die Folgezeit und auch das Pontifikat von Papst Johannes Paul II.
Bereits in der oben genannten Enzyklika verließ Pius X. 1907 die traditionelle Methode, bestimmte Sätze kontradiktorisch als falsch zu verwerfen, und versuchte, das gegnerische Weltbild systematisch zu beschreiben. Die meisten (gemäßigten) Modernisten konnten ihre Auffassung darin indessen nicht wiedererkennen, weswegen einige von ihnen auch den Anti-Modernisteneid leisteten, ohne ihre Überzeugungen zu ändern. Seit Benedikt XV. (Papst 1914–1922) sahen die Päpste wegen der offenkundigen Interpretationsprobleme die Verwerfung einzelner Sätze nicht mehr als taugliches Instrument der Disziplin an. Daher hat das Zweite Vatikanische Konzil (1962–1965) der katholischen Kirche zur Aufgabe gemacht, den Anspruch Jesu durch Überzeugungsarbeit im Dialog zu verbreiten, anstatt Lehrverurteilungen einzelner Sätze auszusprechen. Kirchenamtliche Lehrverurteilungen von Zeitirrtümern (veränderlichen Irrtümern also) sind daher heute selten geworden. Die Kongregation für die Glaubenslehre beispielsweise, obwohl immer wieder mit der Geschichte der Inquisition in Zusammenhang gesetzt, hat seit 1968 nur mehr rund ein Dutzend Sondermeinungen einzelner Theologen als unvereinbar mit dem Dogma kritisiert.
Die „nachkonziliare Krise“ begünstigte innerhalb der römisch-katholischen Kirche die Tendenz, dem modernen Weltbild entgegenzukommen. Bei konservativen bzw. integralistischen Gruppen hat sich dafür der Ausdruck neo-modernistisch bzw. Neo-Modernismus eingebürgert. Umgekehrt verwenden liberale Theologen im Hinblick auf die antimodernen Gruppen, zumindest in der Tendenz, die Bezeichnungen Fundamentalismus bzw. Integralismus. Neutraler formuliert hat das Zweite Vatikanische Konzil die theologischen Problemüberhänge der Modernismuskrise zumindest teilweise abgebaut, unter anderem im Bereich der historisch-kritischen Bibelauslegung und dem Verständnis der Offenbarung.

## Katholische Modernisten
- Joseph Turmel [alias: Henri Delafosse] (Frankreich 1859–1943)[9]
- George Tyrrell (England, 1861–1909)
- Alfred Firmin Loisy (Frankreich, 1857–1940)[10]
- Ernesto Buonaiuti (Italien, 1881–1946)
- Romolo Murri (Italien, 1860–1944)
- Henri Bremond (Frankreich, 1865–1933)
- Joseph Schnitzer (Deutschland, 1859–1939)
- Hugo Koch (Deutschland, 1869–1940)[11]